# Bis daß der Tod euch scheidet (1979)
Bis daß der Tod euch scheidet ist ein vom DEFA-Studio für Spielfilme, Gruppe „Babelsberg“, produzierter DDR-Spielfilm aus dem Jahr 1979. Günther Rücker schrieb gemeinsam mit Regisseur Heiner Carow das Drehbuch über die Geschichte einer jungen Ehe im sozialistischen Deutschland nach einem authentischen Fall. Der Film wurde seinerzeit von rund 850.000 Kinobesuchern gesehen, jedoch nur mäßig, trotz der Starbesetzung, aufgenommen und kontrovers diskutiert.

## Handlung
Sonja und Jens sind ein junges Paar. Die verliebten Zwanzigjährigen heiraten schnell und genießen ihr junges Glück. Alles verläuft planmäßig. Sonja wird schwanger und mit dem Kind beginnt ihre Ehe zu kriseln. Jens verdient als Bauarbeiter ausreichend Geld, um die kleine Familie über die Runden zu bringen, möchte aber nicht, dass Sonja das Kind in die Krippe gibt und mitverdient. Er sieht die junge Frau als treusorgende Mutter, die sich ausschließlich um das Kind kümmert, hat er doch selbst als Kind wegen seiner arbeitenden Mutter zu wenig Zuneigung erfahren. Sonja verweigert sich diesen Vorstellungen und beginnt, sich heimlich zur Facharbeiterin fortzubilden. Als sie Jens nach sechs Monaten ihre Abschlussurkunde mit der Note „sehr gut“ zeigt, wird er gegenüber Sonja gewalttätig. Die Ehe entwickelt sich zu einem Horrorszenario für Sonja und Jens, der auch anfängt zu trinken. Jens fällt durch die Meisterprüfung durch.
Als Jens versehentlich aus einer Mineralwasserflasche trinkt, die Putzmittel enthält, hindert Sonja, die um den Inhalt der Flasche weiß, ihn nicht. Ihr Gewissen belastet sie jedoch sehr und sie will sich der Polizei stellen, was ihre Freundin Tilli verhindert. Auf Tillis Hochzeit hält sie den Druck endlich nicht mehr aus und gesteht den anwesenden Gästen, dass sie Jens’ Vergiftung wissentlich zugelassen hat. Die Gäste reagieren mit Entsetzen, doch Jens stellt sich schützend vor seine Frau. Eine zweite Chance scheint möglich.

## Hintergrund
Der Film Bis daß der Tod euch scheidet ist der Debütfilm der jungen Schauspielerin Katrin Saß.
Szenenbild: Als Hauptdrehort hatte der Szenenbildner Harry Leupold einen ehemaligen Eckladen in der Dimitroff-Straße (heute Danziger Straße)/Lychener Straße in Berlin-Prenzlauer Berg vorgeschlagen, um u. a. die optisch-spieltechnische Verbindung zum Straßenverkehr herzustellen.
Im Film ist von der Gruppe City das Lied Am Fenster zu hören, das 1977 erschien.

## Kritiken
- Lexikon des internationalen Films: Ein streckenweise grell inszenierter, dramaturgisch jedoch geschickt aufgebauter Ehekonflikt-Film der DEFA, der die offiziellen Phrasen vom allgemeinen Glücklichsein in der sozialistischen Gesellschaft ad absurdum führt.[2]
- Der Tagesspiegel, Berlin, 1979: Hier wird ein DDR-Gegenwartsthema kompromisslos behandelt, werden Konflikte voll ausgespielt und sind auch polemische Züge unverkennbar.[3]

## Auszeichnungen
- Prädikat „Wertvoll“
- 1980: Filmpreis des Jugendmagazins „Neues Leben“ für das Jahr 1979
- 1980: Nationales Spielfilmfestival der DDR: Preis für „Bestes Drehbuch“ an Günther Rücker